# George Oxenden
George Oxenden (octobre 1651 - 21 février 1703) est un universitaire, avocat et homme politique anglais qui siège à la Chambre des communes de 1695 à 1698.

## Biographie
Oxenden est le fils de Sir Henry Oxenden, 1er baronnet de Deane, Kent et sa seconde épouse Elizabeth Merideth, fille de Sir William Meredith, 1er baronnet . Il est admis à Trinity Hall, Cambridge le 8 juillet 1667  devenant membre en 1671 et obtenant un LLB en 1673, un MA en 1675 et un LLD en 1679. Il est incorporé à l'Université d'Oxford en 1674 et entre au Doctor's Commons en 1679. En 1684, il devient professeur Regius de droit civil à Cambridge. Il devient maître de Trinity Hall en 1689. Il est également vicaire général de l'archevêque de Cantorbéry et doyen des Arches et juge de l'Amirauté en 1689. Il est l'un des commissaires pour la reconstruction de la Cathédrale Saint-Paul de Londres de 1692  et vice-chancelier de l'Université de Cambridge de 1692 à 1693 .
En 1695, Oxenden est élu député de l'université de Cambridge et occupe le siège jusqu'en 1698, date à laquelle il se représente sans succès .
Oxenden est décédé chez lui à Doctors Commons et est enterré dans le caveau familial à Wingham .
Oxenden épouse Elizabeth Dixwell, fille de Sir Basil Dixwell, 1er baronnet vers 1700. Elizabeth est une demoiselle d'honneur de la reine Mary. Ses fils Henry et George lui succèdent comme baronnets d'Oxenden .